# الشقیق
الشقیق (به عربی: الشقیق) یک منطقهٔ مسکونی در اردن است که در استان مادبا واقع شده‌است.